# Православие в Республике Косово

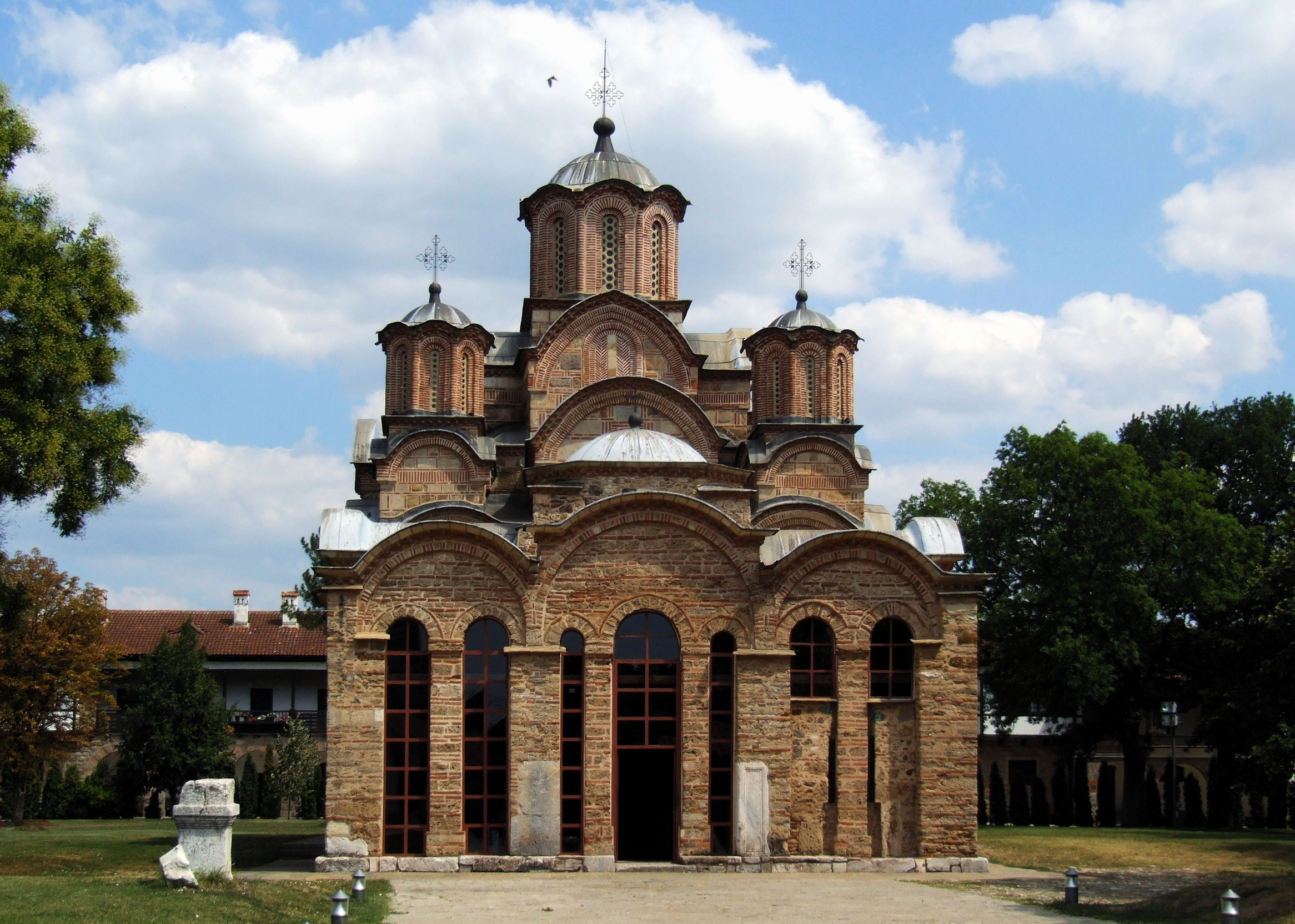
Грачаница

Православие — одна из традиционных религий Косова. Ранее на территории Метохии, в городе Печ находилась первая резиденция Печского Патриарха. Ныне вся территория края находится в Рашско-Призренской епархии Сербской православной церкви. Точное число православных в Косове из-за нестабильной ситуации в крае не поддаётся точному подсчёту.
На территории Косова расположены древние православные сербские святыни, которые внесены в список Всемирного наследия ЮНЕСКО:
- Монастырь Грачаница
- Монастырь Высокие Дечаны
- Монастырь Печского патриархата
- Церковь Богородица Левишка